# Lâm Sảng Văn
Lâm Sảng Văn (chữ Hán: 林爽文; bính âm: Lín Shuǎng Wén) (1756 – 1788) là lãnh thụ Thiên Địa Hội Chương Hóa, lãnh đạo cuộc khởi nghĩa quy mô lớn chống lại sự cai trị của nhà Thanh trên đảo Đài Loan vào cuối thế kỷ 18, sử gọi sự kiện này là loạn Lâm Sảng Văn hay sự kiện Lâm Sảng Văn.

## Tiểu sử
Sinh ra ở huyện Bình Hòa, Chương Châu, Phúc Kiến, Trung Quốc. Năm 1773 ông theo phụ thân tới Đài Loan, định cư ở Đặc gia trang, Đại Lý, Chương Hóa (nay là quận Đại Lý, thành phố Đài Trung, Đài Loan), lấy cày ruộng, kéo xe làm nghiệp. Năm 1784 gia nhập Thiên Địa Hội, về sau trở thành lãnh tụ Thiên Địa Hội ở Chương Hóa, tích cực lôi kéo, kết nạp thêm nhiều tín đồ, dân nghèo, dân địa phương vào, khiến cho Thiên Địa Hội dần dần phát triển trở thành một tổ chức hội kín lớn nhất trên đảo Đài Loan lúc bấy giờ.

### Khởi nghĩa chống Thanh
Ngày 26 tháng 11 năm Càn Long thứ 51 (15 tháng 1 năm 1787) nhân vì Tri phủ Đài Loan Tôn Cảnh Toại ra quân truy quét, đàn áp Thiên Địa Hội, bắt giam người chú của lãnh tụ Thiên Địa Hội Lâm Sảng Văn, ông phẫn nộ lập tức phái người tới phá ngục cứu chú, đồng thời tuyên bố phản Thanh, tập hợp được 50 vạn người hưởng ứng, ngày 18 tháng 1 (29 tháng 11 âm lịch) ra quân đánh chiếm Chương Hóa, giết chết Tri phủ Đài Loan Tôn Cảnh Toại, trú đóng phủ Chương Hóa, tự xưng Minh chủ Đại nguyên soái. Ngày 20 tháng 1 (1 tháng 12 âm lịch) xưng vương Bắc Lộ, đặt niên hiệu là Thiên Vận, một người tên là Lý Đồng cũng xuất lĩnh bộ chúng hưởng ứng nghĩa quân, giết chết viên quan Đồng Tri ở Đạm Thủy. Lại tiến về hướng bắc đánh chiếm Thành Trúc Tiệm ở Tân Trúc. Nhưng Lâm Sảng Văn đang có xung đột chiến tranh với người Khách Gia ở Tân Trúc, bắt nguồn từ Miếu Nghĩa Dân.
Năm sau đổi niên hiệu là Thuận Thiên, tiếp tục tiến quân về hướng nam đánh phá thành Chư La. Đề đốc lục lộ Phúc Kiến Đài Loan binh bị đạo Sài Đại Kỷ đốc thúc binh sĩ tận lực phòng thủ. Lãnh tụ Thiên Địa Hội ở Phượng Sơn Trang Đại Điền lại tụ tập dân chúng khởi binh hưởng ứng, tới tháng 2 cùng năm toàn bộ Đài Loan ngoại trừ phía nam Phủ Đài Loan, Chư La, cảng biển miền trung Lộc Cảng ra còn lại đều bị nghĩa quân chiếm giữ. Tổng đốc Mân Triết Thường Thanh nghe tin có biến loạn vội vàng phái tướng quân Phúc Châu Hằng Thụy, Thủy sư Đề đốc Phúc Kiến Hoàng Sĩ Giản và Lục sư Đề đốc Phúc Kiến Nhậm Thừa Ân xuất lãnh quân Thanh khoảng 4.000 người chinh phạt Đài Loan, trước sau lần lượt thu hồi thành huyện Chư La, thành huyện Phượng Sơn, không may vào ngày 23 tháng 4 (6 tháng 3 âm lịch) năm Càn Long thứ 52 (1787) lại bị Trang Đại Điền công chiếm, hai bên rơi vào cuộc chiến đấu giằng co.
Thường Thanh lúc đầu làm Thị sư, chiến đấu không lập công, Thừa Ân, Sĩ Giản cho rằng Thanh dụng binh sai lầm trễ nải việc quân cơ tội đáng chém đầu, sai người bắt giam chờ ngày xét xử, sau khi bình định Đài Loan, xá tội thả ra, Sĩ Giản tới thị trấn Lang Sơn (nay là bờ biển đông nam thành phố Nam Thông tỉnh Giang Tô) làm Tổng binh, Thừa Ân thăng lên Phó tướng. Sứ giả nhà Thanh lệnh cho Thường Thanh làm Đốc sư điều sang Chiết Giang, cùng với hơn một vạn quân Thanh ở Quảng Đông chuẩn bị vượt biển sang Đài Loan, tuy về sau có tăng thêm 7.000 người, hai bên đối đầu tại thành phủ Đài Loan, bấy giờ Lâm Sảng Văn chỉ huy quân đội phản công thành huyện Chư La, tuy nhiên cuộc phản công giữa đôi bên rơi về thế bế tắc kéo dài suốt 5 tháng trời.
Sau cùng triều đình nhà Thanh lại phái Tổng đốc Thiểm Cam Đại học sĩ Phúc Khang An, Tham tán Đại thần Hải Lan Sát cùng điều động binh sĩ lục doanh khoảng 8.000 người đổ bộ lên Lộc Cảng vào ngày 10 tháng 12 (2 tháng 11 âm lịch) năm 1787, sau khi đổ bộ lên bờ biển, liền tập hợp binh lực 6.000 lính Đài Loan cùng 14.000 quân từ đại lục sang, chống lại binh lực 30.000 người của Lâm Sảng Văn, hai bên giao chiến tại Bát Quái Sơn. Quân Thanh của Phúc Khang An được trang bị tốt, kỷ luật nghiêm minh, lại có kinh nghiệm tác chiến nên đã đánh tan nghĩa quân, trước sau lần lượt thu hồi lại được Chương Hóa, Chư La. Lâm Sảng Văn thua trận cùng toàn bộ đám tùy tùng, thuộc hạ, tâm phúc chạy sang lẩn trốn ở các nơi như Tập Tập, Thủy Sa Liên (nay là làng Ngư Trì huyện Nam Đầu, Đài Loan). Ngày 10 tháng 2 năm Càn Long thứ 53 (1788) Phúc Khang An liền cử người tới thuyết phục cư dân địa phương tại Lão Cù Kỳ (nay là khu làng Kỳ Đỉnh thuộc thị trấn Trúc Nam huyện Miêu Lật) bắt sống Lâm Sảng Văn giao nộp cho triều đình, ít lâu sau ông bị quan quân triều đình giải tới Bắc Kinh thẩm tra phán quyết xử tử lăng trì.
Trong suốt quá trình dẹp loạn nhà Thanh chỉ sử dụng lực lượng quân đội không quá 4 vạn quân, mất khoảng thời gian 1 năm 4 tháng mới bình định xong Đài Loan, về sau vua Thanh là Càn Long để khen ngợi nghĩa dân ở Chư La đã dũng cảm đánh giặc lập công, hạ lệnh đổi tên Chư La thành Gia Nghĩa. Ngoài ra sự kiện dẹp loạn này còn được vua Càn Long sai người biên soạn thành sách và cho nhập chung vào bộ sách Thập Toàn Võ Công của ông.

### Ảnh hưởng
Ngày nay, tên ông được sử dụng ở các địa danh, làng mạc, đường sá, trường học như Làng Sảng Văn và Trường Trung học Quốc dân Sảng Văn thuộc làng Trung Liêu huyện Nam Đầu, Đài Loan. Quận Đại Lý, thành phố Đài Trung có Đường Sảng Văn, trường Trung học Quốc dân Sảng Văn cùng lấy tên đó, được chính phủ dùng để biểu thị lòng biết ơn công lao của ông. Riêng thị trấn Trác Lan huyện Miêu Lật còn lưu giữ một địa danh mang tên Sảng Văn lộ (không phải tên đường). Ngoài ra, khi chính phủ Quốc dân mới bắt đầu tiếp quản Đài Loan, từng có kế hoạch lấy thành phố Gia Nghĩa đổi tên thành Sảng Văn, về sau kế hoạch đó bị bãi bỏ.